# Orkanen Hazel
Orkanen Hazel var det officiella namnet på en tropisk cyklon som i oktober 1954 drabbade östra Karibien och östra Nordamerika. Till och med sydöstra Kanada fick allvarlig känning av ovädret. I "Hazels" centrum uppmättes som lägst ett lufttryck på 937 millibar och högsta medelvindhastighet på 67 m/s (241 km/h). Ovädret var därmed en kraftig kategori 4-orkan på den femgradiga Saffir–Simpsons orkanskala. Gränsen för orkan går vid 33 m/s (119 km/h) och vinterstormarna "Gudrun" (2005) och "Pär" (2007) i Sydsverige nådde som mest drygt 35 m/s i vindbyarna.
Hazel blev en av de dödligaste tropiska cyklonerna under 1900-talet med över 1 000 dödsoffer (direkt) i Karibien, 95 personer omkom i USA och 81 personer i Kanada. Hazel bildades 5 oktober, drabbade först Grenada och via Haiti och Bahamas nådde orkanens öga östra USA vid North Carolinas kust, fortfarande som en kategori 4-orkan. Sedan rörde sig ovädret mycket snabbt norrut genom östra USA och hade fortfarande orkanstyrka när det natten till 16 oktober drog in över sydöstra Kanada. Ingen tropisk cyklon på västra halvklotet har haft sådan kraft så långt norrut.
Värst drabbades Haiti med ca 1 000 döda och enorma materiella skador. Bland annat fälldes 40 % av kaffeträden. I USA rapporterades om materiella skador från delstaten South Carolina till norra New York. Vinden och en stormflod upp till 5,5 meter över normalvattenståndet förstörde nästan all bebyggelse i kustsamhällena i North Carolina där totalt 15 000 hem totalförstördes. I Toronto dumpade cyklonen 210 mm regn med svåra översvämningar som följd. Orkanen är fortfarande den värsta naturkatastrof som drabbat Kanada, räknat i antal dödsoffer.